# Liste der Botschafter der Vereinigten Staaten in Madagaskar
Die Liste der Botschafter der Vereinigten Staaten in Madagaskar bietet einen Überblick über die Leiter der US-amerikanischen diplomatischen Vertretung in Madagaskar seit der Aufnahme diplomatischer Beziehungen im Jahr 1960 bis heute.

## Liste
| Botschafter              | Dienstantritt | Dienstende | Anmerkungen                                                                                               |
| ------------------------ | ------------- | ---------- | --- |
| Frederic P. Bartlett     | 1960          | 1962       | |
| C. Vaughan Ferguson, Jr. | 1962          | 1966       | |
| David S. King            | 1967          | 1969       | |
| Anthony D. Marshall      | 1969          | 1971       | musste den Posten auf Drängen Madagaskars verlassen                                                       |
| Joseph Mendenhall        | 1972          | 1975       | anschließend zwei Leiter der Botschaft als Chargé d’Affaires: Gilbert H. Sheinbaum und Robert S. Barrett. |
| Fernando E. Rondon       | 1980          | 1983       | |
| Robert Brendon Keating   | 1983          | 1986       | |
| Patricia Gates Lynch     | 1986          | 1989       | |
| Howard K. Walker         | 1989          | 1992       | |
| Dennis P. Barrett        | 1992          | 1995       | |
| Vicki Huddleston         | 1995          | 1996       | anschließend: Howard T. Perlow (Chargé d’Affaires).                                                       |
| Shirley Elizabeth Barnes | 1998          | 2001       | |
| Wanda L. Nesbitt         | 2001          | 2004       | |
| James D. McGee           | 2004          | 2007       | |
| R. Niels Marquardt       | 2007          | 2010       | anschließend: Eric M. Wong, Chargé d’Affaires                                                             |
| Robert T. Yamate         | 2014          | 2018       | |
| Michael Pelletier        | 2019          | 2021       | |
| Claire A. Pierangelo     | 2022          |            | |